# Alade Aminu
Abdul Wahab Aminu (Atlanta, Georgia, 14 de septiembre de 1987) es un baloncestista de doble nacionalidad estadounidense y nigeriana que actualmente se encuentra sin equipo. Con 2,10 metros de estatura, juega en la posición de pívot. Es hermano del también baloncestista Al-Farouq Aminu que juega en los Portland Trail Blazers de la NBA.

## Trayectoria deportiva
Formado en la Universidad de Georgia Tech (2005-09) no fue elegido en el Draft de la NBA de 2009 y decidió probar suerte en la D-League en las filas de los Erie Bayhawks y de los Bakersfield Jam después.
En 2010 arrancó su periplo europeo. Primero militó dos temporadas en el Chalon francés con el que se proclamó campeón de Liga, de Copa y llegó hasta la Final de la Eurochallenge en 2012.
La temporada 2012-13 jugó en el Pinar Karsikaya, realizando un balance de 11.9 puntos, 5.9 rebotes y 1.1 robos de balón en la competición doméstica mientras que en Europa se fue hasta los 11.1 tantos, 4.5 rechaces, 1.2 recuperaciones y 1.2 tapones llegando a su segunda Final Four de la Eurochallenge.
Más tarde jugaría en el Enel Brindisi para volver a Turquía y jugar en las filas de Banvit B.K. y TED Ankara Kolejliler.
En la temporada 2015-16 realiza una gran temporada con el Hapoel Eilat de Israel, ganaría el Afrobasket 2015 y además realiza grandes actuaciones en los JJ. OO. con su selección.
El pívot nigeriano jugó durante la temporada 2019-29 en el Polski Cukier Toruń con el que promedió 13,3 puntos y 6,3 rebotes en la Basketball Champions League y 14,3 + 7,2 en la Liga Polaca.
El 16 de diciembre de 2020, firma por el Bilbao Basket de la Liga Endesa.